# J. Bruce Ismay

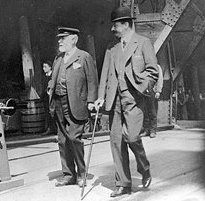
Lord Pirrie y Bruce Ismay inspeccionando los avances del RMS Titanic el 31 de mayo de 1911.

Joseph Bruce Ismay (12 de diciembre de 1862-17 de octubre de 1937) fue un acaudalado empresario naviero británico que sirvió como presidente y director de la línea de barcos de vapor White Star Line. Ismay viajó y sobrevivió en el viaje inaugural de uno de los barcos más importantes de la línea, el RMS Titanic, por lo que afrontó severas críticas. Sin embargo, la historiografía moderna ha hecho esfuerzos significativos para limpiar su nombre.

## Primeros años
Joseph Bruce Ismay nació en Crosby, Lancashire (ahora Merseyside), Inglaterra. Hijo de Thomas Henry Ismay y de Margaret Bruce, hija de Luke Bruce, el más afamado propietario y armador de barcos de la era victoriana. Thomas Ismay era el socio principal en Ismay, Imrie and Company y refundador de la White Star Line. 
El joven Ismay fue el primogénito de 5 hijos y se educó en la Elstree School y en la Harrow School, para después ser enviado a Vinar en Francia durante un año. En esta etapa el Bruce Ismay fue retratado como un joven de elevada estatura, personalidad tímida, de escasa sociabilidad; pero muy vivaz de intelecto. La relación con su padre era vertical como la de un patrón a un empleado más que parental. Fue enviado a Nueva Zelandia en el nuevo transatlántico SS Doric para que fiscalizara el servicio a bordo.
También fue educado en la oficina de su padre durante cuatro años, tras lo cual realizó una gira por el mundo. Luego a sus 17 años fue a Nueva York en representación de la compañía de su padre, ascendiendo a ser uno de sus más jóvenes directores, donde a pocos meses, en mayo de 1887, tuvo que gestionar el incidente del choque entre dos buques de la compañía, el  SS Celtic y el ) SS Britannic con fatalidades a bordo. Durante la vocería de este incidente, Ismay fue catalogado como un personaje cerrado, arrogante y poco empático por la prensa, en especial por el empresario periodístico William Randolph Hearst cuya inquina hacia Ismay le resultaría perjudicial a futuro.
Mientras permanecía en New York, hizo amistad con Harold Sanderson, hijo mayor de Richard Sanderson quien era otro empresario naviero. Harold de entre sus amistades le presentó a quien sería su futura esposa.
El 4 de diciembre de 1888, Ismay se casó con la aristócrata Julia Florence Schieffelin, hija del abogado George Richard Schieffelin y de Julia M. Delaplaine, de Nueva York, con quien tuvo cinco hijos (uno de los cuales murió en la infancia):
Una de las condiciones impuesta por el padre de la novia era que ella permaneciera en suelo estadounidense.
- Margaret Bruce Ismay (única hija estadounidense) (29 de diciembre de 1889) quien se casó con George Ronald Hamilton Cheape.
- Henry Bruce Ismay (abril de 1891 - 1 de octubre de 1891) murió en la infancia.
- Thomas Bruce Ismay (18 de febrero de 1894) quien se casó con Jane Margaret Seymour.
- Evelyn Constance Ismay (17 de julio de 1897) quien se casó con Basil Sanderson.
- George Bruce Ismay (6 de junio de 1902 - 30 de abril de 1943),[3] quien se casó con Florence Victoria Edrington en 1926.

## Presidente deWhite Star Line
En 1891, Ismay volvió al Reino Unido y se hizo socio en la firma de su padre, Ismay & Imrie and Company que luego pasaría a llamarse White Star Line.
En 1899, murió Thomas Henry Ismay y Bruce Ismay se convirtió en el líder de los negocios familiares. Ismay tenía buenas ideas para los negocios y la White Star Line prosperó notablemente bajo su mandato logrando colocarla al mismo nivel que su competidora, la Cunard Line. Además, su inteligencia, para los negocios navieros, le sirvió para servir como director de muchas otras compañías marítimas. Sin embargo, en 1901, Ismay tuvo una propuesta de un grupo de estadounidenses, quienes querían construir un conglomerado internacional de transporte marítimo. Finalmente, Thomas Ismay accedió a fusionar su empresa en la International Mercantile Marine Company con el patrocinio de J.P. Morgan jubilando a su directorio que incluía a su hermano menor James Ismay, permaneciendo Bruce en el cargo. En 1904 ascendió a presidente de la compañía naviera con la venia de Morgan.
También en esa época se asoció con Edward James Harland y Gustav Wilhelm Wolff, dueños de los astilleros Harland and Wolff de Belfast y el matrimonio Ismay fue invitado a viajar en el nuevo RMS Teutonic. 
Al fallecimiento de Thomas Harland, William Pirrie tomó su lugar como socio-director y se asoció con J.P Morgan pasando a formar parte de la International Mercantile Marine Company y la construcción de todos los barcos de la White Star Line se hizo en el astillero Harland & Wolff.

## RMSTitanic
En el verano de 1906, Ismay acudió a cenar con William Pirrie, presidente de la compañía astillera Harland and Wolff de Belfast. Juntos, planearon construir un gran barco de vapor que superara a los barcos de la Cunard Line: Lusitania y Mauretania, las recientes creaciones de los competidores de la White Star. 
El barco ideado por Ismay no solo tenía que ser rápido, debería tener además una tercera clase para viajar y cubrir el creciente mercado de la migración regular a Estados Unidos sino que también además ser muy lujoso y moderno, es decir, algo que nunca había pasado en la historia de los trasatlánticos de vapor hasta ese momento. Esto se entiende para atraer a los ricos y a la próspera clase media.  Al mismo tiempo Harland & Wolff reconstruyó el astillero de Belfast dotándolo de un enorme pórtico de 82 m de altura con capacidad para dos barcos de 270 m de eslora y 30 m de manga.  Los tres barcos fueron planeados, proyectados y construidos en Harland & Wolff partiendo con el RMS Olympic.  Ismay y Pirrie juntos solían supervisar los avances en el astillero. 
El segundo de estos barcos debería ser el orgullo y felicidad de la White Star Line, el Titanic, el cual inició su viaje inaugural el 10 de abril de 1912 desde Southampton (Inglaterra) hacia Nueva York, pero nunca llegó a su destino. El primer y el tercer barco pensados eran el Olympic y el Britannic.
Ismay junto al diseñador Thomas Andrews solían acompañar a sus barcos en los viajes inaugurales, Ismay era el que proponía los cambios de los detalles que no le parecían, y el Titanic fue uno de ellos. Ismay inicialmente iba a ocupar el camarote C-62 de estilo Luis XIV, ocupó el camarote de lujo B-52 al estilo Luis XVI con paseo privado que había quedado sin reservas, situado justo detrás de la gran escalera de primera clase.

## Hundimiento delTitanic

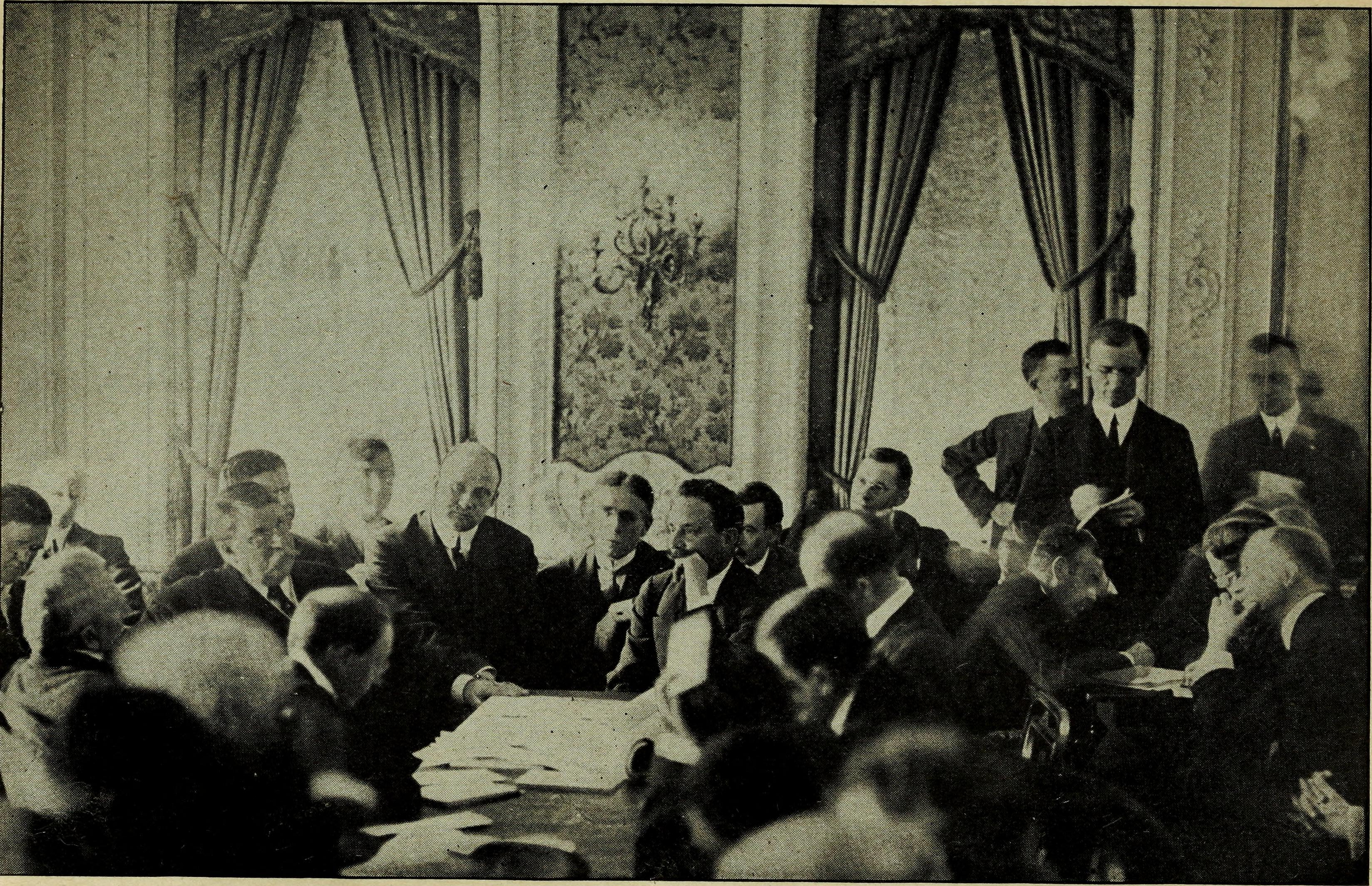
Bruce Ismay testificando en el Comité del Senado estadounidense en 1912.

Durante el viaje Ismay era un pasajero más y acostumbraba a charlas con Andrews, el jefe de máquinas Joseph Bell y el capitán Edward John Smith. El sábado 13 de abril, el capitán Smith y Bruce Ismay se reunieron a conversar en el comedor de primera clase de la cubierta D y entablaron una conversación sobre el desempeño del barco, y sobre como si se seguía a este paso llegarían a nuevo York en menos tiempo que el Olympic, (y no sobre encender las calderas apagadas para llegar a 25 nudos, velocidad que el Titanic ni siquiera era capaz de alcanzar) Esta conversación fue escuchada por la pasajera Elizabeth Lines, la cual luego esparció el rumor de que Ismay presionó a Smith para ir más rápido.
El domingo 14 de abril, Ismay asistió al servicio religioso liderado por el capitán Smith en el comedor de primera clase.
La noche del 14 de abril de 1912, Ismay estaba acostado sin dormirse aún en su suite cuando sintió alboroto en los pasillos, y al preguntar a uno de los empleados lo que ocurría este respondió que habían golpeado un iceberg. Se colocó un abrigo encima del pijama y subió al puente donde ya estaba el capitán Smith, Andrews y el primer oficial Murdoch. En el puente, el capitán Edward Smith, le dijo que el barco había chocado con un iceberg y que se temía que fuera serio. Ismay bajó a la sala de máquinas y contactó con Joseph Bell, ingeniero jefe de máquinas, y le dijo que las bombas podrían sostener el barco. Fueron las últimas buenas noticias que escuchó esa noche.
Volvió al puente y esta vez estaban Thomas Andrews y el carpintero John Hutchinson junto al capitán Smith que se reunieron a puerta cerrada para analizar con los planos del barco el daño causado, Andrews revisó el alcance de los daños y escuchó la sentencia de muerte dándole a lo más dos horas a flote que se le daba al RMS Titanic.
Ismay volvió a su camarote y posteriormente salió a la cubierta de botes a ayudar en las labores de evacuación del barco en el lado de estribor. Una vez que colaboró y llenó algunos botes del lado de estribor, tuvo un roce con el cuarto oficial Lowe quien lo conminó a retirarse de forma poco apropiada, Ismay se retiró, entonces, se armó el bote plegable C y al notar la ausencia de mujeres o niños cerca fue invitado a ocupar un lugar dentro del bote. Es más, según August H Weikman, el barbero del barco, Ismay ayudó a llenar el plegable C y, cuando ya no hubo mujeres o niños cerca, Ismay recibió la orden de subir al bote.
Informes dicen que en los últimos momentos del barco, Ismay no fue capaz de mirar el hundimiento, oponiéndose a creer que su creación empresarial fuera a hundirse en medio del Atlántico Norte. Ismay fue rescatado del bote salvavidas por el barco Carpathia de la Cunard Line, y llegó a Nueva York el 18 de abril. Luego, Ismay testificó en las investigaciones del hundimiento del Titanic, primero en el Senado de los Estados Unidos (presidido por el senador William Alden Smith) y luego en el Board of Trade británico (presidido por Lord Mersey).
Después de ser rescatado por el Carpathia, Ismay abordó el barco y fue llevado al sector médico del buque donde permaneció todo el tiempo, sin comer nada sólido. Le dio al capitán Rostrom un mensaje para enviar a la oficina de White Star Line en Nueva York: «Lamento profundamente advertirle que el Titanic se hundió esta mañana decimoquinta después de la colisión con un iceberg, lo que resultó en graves pérdidas de vidas. Más detalles más adelante. Bruce Ismay.» Otro superviviente, Jack Thayer, lo visitó para consolarlo, a pesar de que él mismo había perdido a su padre: «[Ismay] miraba al frente, temblando como una hoja. Incluso cuando hablé con él, no prestó absolutamente ninguna atención. Nunca había visto a un hombre tan destrozado.»
Tras el desastre, Ismay fue salvajemente criticado por la prensa estadounidense y británica liderada por William Randolph Hearst y se ensañaron con la persona de Bruce Ismay catalogándolo ante la opinión pública de cobarde por abandonar el barco cuando aún quedaban muchas mujeres y niños en él. Algunos periódicos lo llegaron a llamar «J. Brute Ismay» (que significa «J. Bruto Ismay»), y sugirieron que la bandera de la White Star Line debía ser cambiada por una con un hígado amarillo. También se hicieron caricaturas de él en cartón, mostrándolo abandonando el barco. La sociedad de Londres lo acusó y lo etiquetó como uno de los mayores cobardes de la historia. La mayor parte de las críticas de la prensa provenían de periódicos de los cuales era dueño William Randolph Hearst, del cual se dice, tenía una venganza personal con Ismay. El 30 de junio de 1913, (fecha en que estaba previsto) Ismay dimitió de la presidencia de la International Mercantile Marine Company y de la presidencia de la White Star, siendo sustituido por su amigo personal, Harold Sanderson.

## Años siguientes
Aunque la investigación oficial británica lo liberó de toda culpa, Ismay nunca se recuperó anímicamente del desastre. Ya emocionalmente retraído e inseguro antes del viaje, después cayó en una profunda depresión de la que nunca llegó a recuperarse totalmente. Aunque mantuvo un perfil social bajo, tras la tragedia del Titanic, Ismay continuó activo en los asuntos marítimos. Inauguró un buque escuela utilizado para capacitar a los oficiales de la marina mercante de Gran Bretaña. También donó 11.000 libras para la fundación de una organización para la gente perdida en el mar y en 1919 dio 25.000 libras para crear un fondo y reconocer la contribución de los marinos mercantes en la Primera Guerra Mundial.
Después de la tragedia, Florence, su esposa, cuidó de que el tema no volviera a ser mencionado en la familia. Su nieta, la historiadora y autora Pauline Matarasso, comparó a su abuelo en sus últimos años con un «cadáver»: «Habiendo tenido la desgracia (se podría decir el error) de sobrevivir, hecho que reconoció en unas horas, se retiró a un silencio en el que su esposa se hizo cómplice, imponiéndolo en el círculo familiar y asegurando así que el tema del Titanic estuviera tan efectivamente congelado como los cuerpos recuperados del mar.»
En su vida personal, Ismay se volvió un hombre solitario, pasando los veranos en su mansión en Connemara entregado a la pesca de la trucha y el salmón. Cuando estaba en Londres, asistía solo a conciertos en St. George's Hall o iba al cine, otras veces paseaba por los parques. Un amigo observó que la sombra del Titanic nunca le abandonaba y continuamente «se atormentaba a sí mismo con inútiles especulaciones sobre cómo habría podido evitarse el desastre.» En una reunión familiar navideña en 1936, menos de un año antes de su muerte, uno de los hijos de su hija Evelyn, que se había enterado de que Ismay había estado involucrado en el transporte marítimo, preguntó a su abuelo si había naufragado alguna vez. Ismay rompió un silencio de casi veinticinco años al respecto y respondió al nieto: «Sí, una vez estuve en un barco que se creía insumergible.»

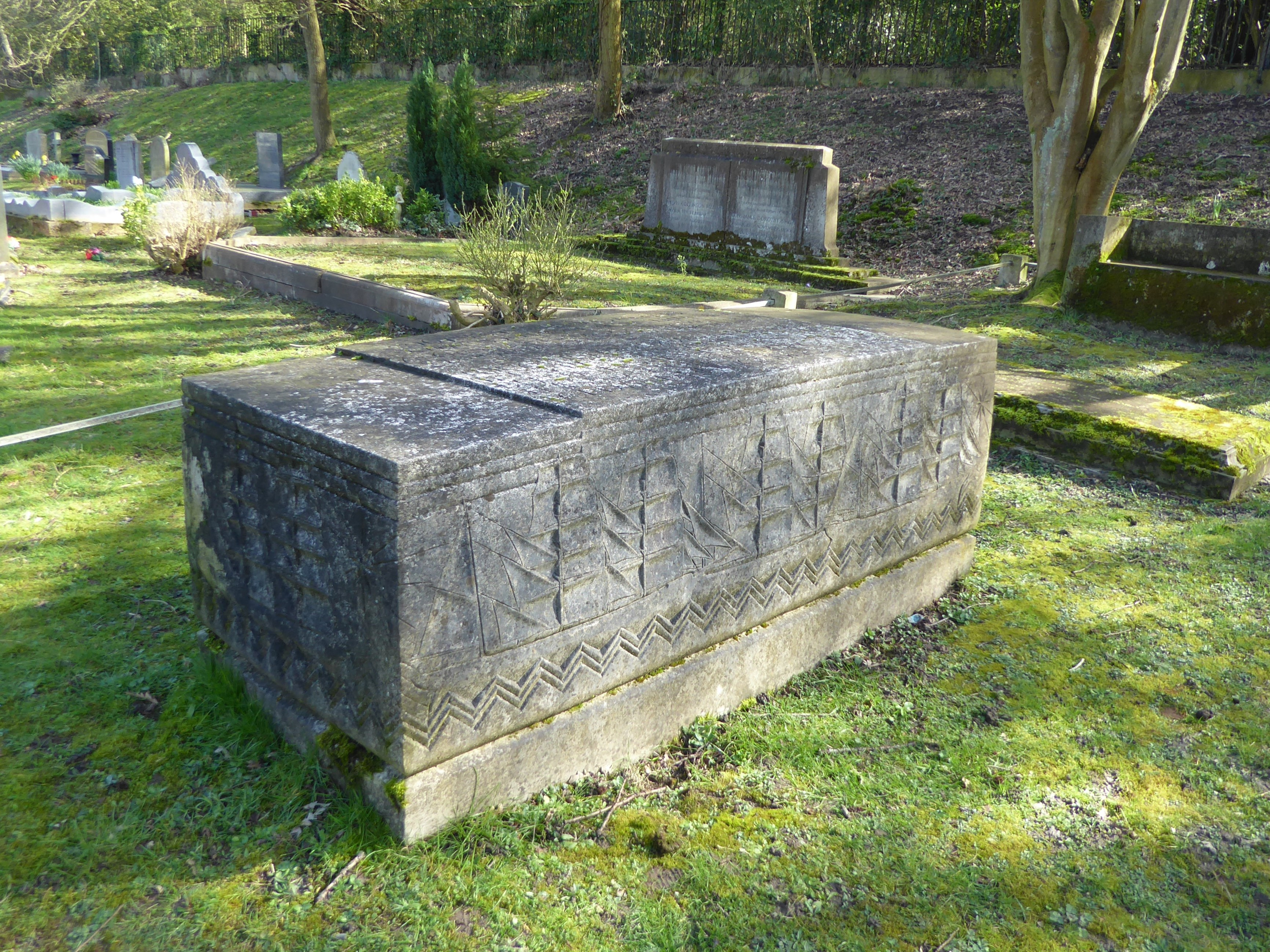
Tumba de Bruce Ismay en el cementerio de Putney Vale.

Durante el crack de 1929, la White Star Line afrontó graves problemas financieros debido a la Gran depresión, la baja de los pasajeros y principalmente a la Oferta pública de adquisición fallida impulsada por Lord Kylsant, que casi llevó al total colapso de la compañía. Kylsant, quien también había comprado los astilleros de Harland & Wolff, intentó comprar la White Star con dinero que él y su compañía no tenían. Fue sentenciado a un año de prisión en 1931.
Ismay pausó en 1934 su retiro para involucrarse en la fusión de la Cunard Line, su antigua competidora con la White Star para salvar ambas compañías.
Su salud se deterioró a partir de 1935, desarrollando una diabetes que empeoró a principios de 1936, obligando a la amputación de su pierna derecha por debajo de la rodilla. Posteriormente, estuvo mayormente en silla de ruedas. Residente en Wirral, en el río Mersey de Liverpool, J. Bruce Ismay murió en Mayfair (Londres) el 15 de octubre de 1937 a causa de una trombosis cerebral. Su funeral tuvo lugar el 21 de octubre de 1937 y fue enterrado en el cementerio de Putney Vale en Londres.

## Controversias
Hay mucha controversia aún hoy sobre la actuación de Ismay en el Titanic. Algunos pasajeros dijeron escuchar durante el viaje a Ismay presionando al capitán Edward John Smith para que acelerase la velocidad del buque y así llegar a Nueva York antes de lo previsto con el objetivo de asombrar a la prensa, generando así una estupenda publicidad para la compañía. Un pasajero también dijo haber visto a Ismay en la cena con una alerta de iceberg en la mano, pero que solo la miró un poco para guardarla en su bolsillo rápidamente. Sin embargo, dichas declaraciones no fueron apoyadas nunca por los oficiales supervivientes de la tragedia y largamente se ha dudado de la fiabilidad de las fuentes.
Durante el hundimiento, Ismay ayudó en la preparación y en la descarga de los botes salvavidas. En un momento, Ismay, quien estaba con otro pasajero de primera clase (William Carter), vieron que no había mujeres ni niños en las proximidades de la cubierta por lo que fueron invitados a ocupar un lugar en el bote salvavidas plegable C, ocupando el lugar de un oficial. Este incidente, de acuerdo con Ismay, lo atormentó por el resto de su vida, ya que aún había muchas mujeres y niños en el barco. Su sirviente personal, Richard Fry, y su secretario, William H. Harrison, permanecieron en el barco y perecieron en el hundimiento.